# تانابه (واكاياما)
مدينة تانابي (يابانية: 田辺) هي أحد المدن التابعة لمحافظة واكاياما. تأسست رسميًا في 20/05/1942. ويقدر عدد سكانها بـ 80478 نسمة حسب تقدير مكتب الإحصاء الياباني لعام 2012. تبلغ مساحة تانابا 1026.77 كم2. بكثافة سكانية تبلغ 78.4 نسمة/كم2.

## أعلام
- موريهيه أويشيبا
- تتسو كاتاياما
- تاكيو هاتاناكا
- ميناكاتا كوماغوزو